# Константина (царица)
Констанина (око 560 – око 605) је била византијска царица, супруга цара Маврикија. Била је ћерка Тиберија II Константина и Ино Анастасије. Идентитет њених родитеља бележе Теофилакт Симоката, Павле Ђакон и Јован од Биклара. Грузијска хроника идентификује Константину као ћерку Хозроја II. Међутим, како је ова хроника састављена током 13. века, вероватно садржи погрешан податак. Други каснији извори помињу је као мајку Марије, Хозројеве супруге. 

## Биографија

### Детињство и младост
Константинин отац Тиберије био је Комес Екскубиторум (командант Екскубитора) под Јустином I. Јустин је, по неким изворима, патио од привремених напада лудила и није био у стању да извршава дужности, већ након пада Даре у руке Хозроја I, владара Сасанидске државе новембра 573. године. Према Гргуру Турском, руковођење државом преузела је Софија, нећака Теодоре и Јустина II. Евагрије Схоластик бележи да је Софија успела сама закључити трогодишње примирје са Хозројем. Међутим, као регенткињи су јој биле потребне присталице, те је изабрала Тиберија за свог сарадника и савладара. Према хроници Теофана Исповедника, Тиберије је именован цезаром 7. децембра 574. године. Јустин га је усвојио, те је Тиберије постао наследник византијског престола. Тада се Ино Анастасија јавља као цезарица и друга по значају жена Византијског царства. Константина и њена сестра Харито постају чланови царске породице. 
Црквена историја Јована Ефеског и хроника Теофана Исповедника сматрају да је Софија намеравала да се уда за Тиберија. Његову тренутну жену је због тога покушавала да потисне. Ино и њене ћерке нису смеле да уђу у Велику цариградску палату, већ су уместо тамо боравиле у палати Хормизда, резиденцији Јустинијана I, пре него што је ступио на престо. Према Јовану Ефеском, Тиберије им се придруживао свако вече и свако јутро се враћао у Велики двор. Софија је такође одбила да Константину и њену мајку пусти на двор. Ино је на крају напустила Цариград и отишла у Дафнудијум, своју претходну резиденцију. Према Јовану Ефеском, Тиберије је напустио Цариград, како би посетио Ино, када јој је позлило. Претпоставља се да је Ино повела и своје ћерке, када је отишла из Цариграда. 

### Царска ћерка
Септембра 578. године Јустин је именовао Тиберија за свог савладара. Јустин је умро 5. октобра исте године, те је Тиберије тако постао једини цар. Према Јовану Ефеском, Софија је послала патријарха Евтихија Цариградског код новог цара. Патријарх је имао задатак да убеди Тиберија да се разведе од Ино. Софија је нудила како своју, тако и руку своје одрасле ћерке Арабије новом цару. Тиберије је одбио. Тиберије се бојао за сигурност своје жене и ћерки. Јован Ефески пише да су три жене тајно прокријумчарене у Цариград бродом, касно у ноћ. Ино је на јавној церемонији проглашена царицом и добила је титулу августе. Софија је такође задржала титулу царице и наставила да држи део палате за себе. Константина је постала једна од две царске кћери. Владавина њеног оца као цара била је релативно кратка. Тиберије се 582. године разболео, што је отворило питање наследника престола. Софија је утицала да се на престо доведе Маврикије, генерал који је остварио низ победа над Хормиздом IV, сином и наследником Хозроја I. Према Гргуру Турском, Софија је планирала да се уда за новог изабраника. 

### Брак
Јован Ефески и Гргур Турски представљају закључење брака Константине и Харите као Тиберијев маневар да осујети Софијине планове да удајом себи обезбеди власт. Константина је 5. августа 582. године верена за Маврикија, а Харито за Германа. Обојица су именовани цезарима и постали су наследници византијског престола. Герман је био патрициј и гувернер провинције Африке. Неки га идентификују са посмртним сином Германа Јустина и Матасветнте, кога спомиње Јорданес. Матасунта је била ћерка Амаласунте и Еутарике. Еутаника је, по Јорданесу, била ћерка Ветерикуса, унука Беримуда и праунука Тосидмунда. Историјска наука данас прихвата став да је Тиберије намеравао да своја два зета постави за савладаре и наследнике. Могуће је да би им доделио и земље на управу. Уколико је било таквих планова, они се никада нису остварили. Према Јовану Никијеву, Герман је био Тиберијев кандидат за наследника, али је одбио због своје скромности.
Тиберије је 13. августа већ био на самртничкој постељи, а цивилни, војни и црквени достојанственици чекали су именовање његовог наследника. Тиберије је наводно припремио и говор поводом тог питања, али је био превише слаб да би га одржао. Прочитао га је Quaestor sacri palatii. Тиберије је у говору прогласио Маврикија августом и јединим наследником престола. Тиберије је већ следећег дана умро, а Маврикије је постао једини византијски цар. Константина је остала његова вереница. Брак Константине и Маврикија закључен је на јесен 582. године. Церемонију је обавио патријарх Јован IV. Детаљно ју је описао Теофилакт Симоката. Константина је проглашена августом, док су Софија и Анастасија задржале исту титулу. Јован Ефески спомиње три августе које су истовремено боравиле у Великој палати. Ино Анастасија је прва од њих три умрла. Теофана је умрла 593. године. Чини се да је Константина била у бољим односима са Софијом него њена мајка. Теофан бележи да су заједно поклониле драгоцену круну као поклон за Ускрс цару Маврикију 601. године. Маврикије је прихватио њихов дар, али је убрзо потом наредио да се обеси над олтаром Аја Софије, као свој дар цркви. То је увредило обе августе и проузроковало раздор у браку.

### Свргавање
Маврикије, Константина и њихова деца су 22. новембра 602. године напустили Цариград на ратном броду. Нереди широм царства почелу су због глади. Побуњена војска под Фоком стигла је испред градских капија. Фока је 23. новембра проглашен царем.  Маврикијев брод је, суочен са зимском олујом на мору, потражио уточиште на азијској обали Мраморног мора, недалеко од Никомедије. Маврикије је патио од артритиса, па је био онеспособљен од јаких болова током пловидбе морем. Трупе одане Фоки неколико дана касније ухватиле су свргнуту царску породицу и одвеле их у Халкедон. Дана 27. новембра свих пет синова цара Маврикија погубљени су пред очима њиховог оца. Маврикије је потом такође погубљен. Константина је преживела. Наставила је да живи као удовица.
Године 603. Константина и њене три ћерке прогнане су у манастир познат као "Лавова кућа". Манастир се некад идентификовао са Манастиром Светог Маме, који је основала Теоктиста, Маврикијева сестра.  Теофан Исповедник пише да је Константина одржавала контакт са Германом и да су обоје спремали заверу против Фоке. Њихове поруке је преносила Петронија, Константинина слушкиња. Она се, међутим, показала нелојалном и пријавила је заверу цару Фоки. Константина је ухапшена и стављена у притвор од стране Теопемпта, цариградског перфекта. Приликом испитивања подвргнута је мучењу. Приморана је да ода имена својих сарадника. 
Константина и све три њене ћерке погубљене су у Халкедону. Герман и његова неименована ћерка такође су погубљени. Ћерка је била удовица Теодосија. Теофан је хронолошки одредио годину Константинине смрти у 605/606. годину, али та хронологија није сигурна.  Πάτρια Κωνσταντινουπόλεως, приписана Георгију Кодину, бележи да је Константина обезглављена, а да је њено тело бачено у Босфор. Другачији опис Константинине смрти даје Константин VII Порфирогенит у свом делу De Ceremoniis. Византијски цар је средином 10. века забележио да су Маврикије, Константина и њихова деца сахрањени у манастиру Светог Маме. 

## Потомство
У браку Маврикија и Константине рођено је деветоро деце:
- Теодосије (4. август 583/585 - после 27. новембра 602), именован цезаром 587. године и савладаром 26. марта 590. године.
- Тиберије (умро 27. новембра 602. године)
- Петрус (умро 27. новембра 602. године)
- Павле (умро 27. новембра 602. године)
- Јустин (умро 27. новембра 602. године)
- Јустинијан (умро 27. новембра 602. године)
- Анастасија (умрла око 605.)
- Теоктиста (умрла око 605.)
- Клеопатра (умрла око 605.)

Маврикијева и Константинина ћерка Марија помиње се у хроници Михаила Сиријског из 12. века. Наводно је била удата за Хозроја II. Данас, међутим, није сигурно да је она уопште и постојала. Сумњама доприноси и чињеница да није поменута ни у једном византијском извору. Можда је била рођена убрзо након закључења брака Маврикија и Константине 582. године. 